# Liste der Abgeordneten zur Legislativversammlung von Acre (15. Wahlperiode)
Die Liste der Abgeordneten zur Legislativversammlung von Acre führt die Parlamentarier der Legislativversammlung von Acre auf. Die Gesetzgebende Versammlung besteht jeweils pro Legislaturperiode aus 24 Abgeordneten.

## 15. Legislaturperiode (2019–2023)
Primärsortierung: höchste Stimmenzahl nach den Wahlen in Brasilien 2018
| Name              | Partei | Unterstützer- bündnis mit | Stimmen | Anmerkung         |
| ----------------- | ------ | ------------------------- | ------- | ----------------- |
| Meire Serafim     | MDB    | PSD–MDB                   | 10.349  |                   |
| Roberto Duarte    | MDB    | PSD–MDB                   | 9.405   |                   |
| Antonia Sales     | MDB    | PSD–MDB                   | 9.139   |                   |
| Gerlen Diniz      | PP     | PP–PMN–PPS–PTC–PL         | 8.479   |                   |
| Janilson Leite    | PCdoB  | PT–PCdoB                  | 8.253   |                   |
| Maria Antonia     | PROS   | PROS–PODE–PRB             | 7.793   |                   |
| Nicolau Júnior    | PP     | PP–PMN-PPS–PTC–PL         | 7.509   |                   |
| Jonas Lima        | PT     | PT-PCdoB                  | 7.322   |                   |
| Manoel Moraes     | PSB    | PSB                       | 7.135   |                   |
| Edvaldo Magalhães | PCdoB  | PT–PCdoB                  | 6.662   |                   |
| Daniel Zen        | PT     | PT-PCdoB                  | 6.616   |                   |
| Josa da Farmácia  | PODE   | PROS-PODE–PRB             | 6.412   |                   |
| Doutora Juliana   | PRB    | PROS–PODE–PRB             | 5.990   |                   |
| José Bestene      | PP     | PP–PMN–PPS–PTC–PL         | 5.113   |                   |
| Antônio Pedro     | DEM    | PSDB–DEM                  | 5.021   |                   |
| Luiz Gonzaga      | PSDB   | PSDB–DEM                  | 4.369   |                   |
| Nenem Almeida     | SD     | Solidariedade             | 4.113   |                   |
| Whendy Lima       | PSL    | PSL–PATRI–PSC             | 4.058   |                   |
| Marcus Cavalcante | PTB    | PTB                       | 4.044   |                   |
| Fagner Calegário  | PV     | PSOL–PV–PRP–PPL           | 3.731   |                   |
| Cadmiel Bomfim    | PSDB   | PSDB–DEM                  | 3.637   |                   |
| Wagner Felipe     | PL     | PP–PMN–PPS–PTC–PR         | 3.568   | für PR angetreten |
| Luis Tchê         | PDT    | PDT                       | 3.429   |                   |
| Chico Viga        | PHS    | PMB–PHS                   | 3.382   |                   |

Stand geprüft: 12. Juli 2019. Es ist möglich, dass sich Abgeordnete im Laufe einer Legislaturperiode einer anderen Partei anschließen.
Bei einer Gesamtbevölkerung von 829.619 Einwohnern, besaßen 547.358 Personen das Wahlrecht. 471 Kandidaten hatten sich um das Amt als Abgeordneter beworben, der überwiegende Teil erreichte keine 1 % der Stimmen. Die Kandidatin Meire Serafim mit dem höchsten Stimmenanteil von 10.349 der gültigen Wahlstimmen erreichte nur 2,44 % der aktiven Wählerschaft, was jedoch ausreichte. 12 der Kandidaten wurden wiedergewählt.